# Tourisme alternatif
Pour l’article homonyme, voir Tourisme (homonymie).
 (avril 2021).
Si vous disposez d'ouvrages ou d'articles de référence ou si vous connaissez des sites web de qualité traitant du thème abordé ici, merci de compléter l'article en donnant les références utiles à sa vérifiabilité et en les liant à la section « Notes et références ».
Le tourisme alternatif est le nom générique donné aux différentes alternatives au tourisme de masse.

## Différentes formes de tourisme alternatif
Il existe différentes formes de tourisme alternatif:
- le tourisme durable,
  - l'écotourisme (tourisme vert),
  - le tourisme rural,
- le tourisme équitable et le tourisme solidaire,
- le tourisme responsable,
- le tourisme social,
- le tourisme participatif,
- le tourisme d'aventure,
- le volontourisme.

Le « tourisme alternatif » propose une alternative à l'industrie du tourisme « classique », trop souvent axée sur la rentabilité à tout prix et à court terme, afin d'éviter les effets pervers sur les régions visitées, leur environnement et les populations locales, dont les cultures traditionnelles sont ignorées voire menacées. La juste répartition des retombées du tourisme sur les territoires d'accueil constitue l'enjeu principal, car 80 % des revenus du tourisme de masse sont redirigés vers les pays d'où viennent les touristes.
Le livre Tourisme durable, utopie ou réalité ? publié aux Éditions L’Harmattan en avril 2008 a distingué « cinq catégories » constitutives de la notion de tourisme responsable :
- l’écotourisme qui concerne principalement des zones protégées, ou fragiles ;
- le tourisme d’aventure, de nature, de découverte, de rencontres et cultures ;
- le tourisme orienté vers des échanges et des partenariats avec des communautés ;
- le tourisme solidaire, où un opérateur de voyages verse un pourcentage de son chiffre d’affaires à une ONG ;
- le voyage participatif ou l'écovolontariat[2].

L'écotourisme se veut porté par des structures de taille artisanale, et des acteurs locaux. 
Au sein de ce secteur figure une catégorie non répertoriée ci-dessus, car il ne s'agit pas de tourisme à proprement parler mais de voyages participatifs : l'écovolontariat, qui proposent des missions à des écovolontaires, activité pour laquelle ont été rédigées des chartes de bonnes pratiques.